# Iso Riuttasaari (ö i Birkaland)
Iso Riuttasaari är en ö i Finland. Den ligger i sjön Vehkajärvi och i kommunen Pälkäne i den ekonomiska regionen Tammerfors och landskapet Birkaland, i den södra delen av landet, 140 km norr om huvudstaden Helsingfors. Öns area är 0,3 hektar och dess största längd är 100 meter i sydöst-nordvästlig riktning.